# Route nationale 215
Pour les articles homonymes, voir Route 215.
La route nationale 215, ou RN 215 est une ancienne route nationale française reliant Bordeaux à la pointe de Grave.
Elle traverse ainsi l'intégralité du Médoc sur un axe nord-ouest / sud-est.

## Histoire
La RN 215 fut d'abord créée au moment où des centaines d'autres routes nationales étaient confiées aux départements. Avant les années 1970, c'était le CD 6 pour la partie entre Bordeaux et Salaunes et le CD 1 de Castelnau-de-Médoc à la Pointe de Grave.
Avant 2003, elle passait par Le Bouscat et Eysines. La déviation d'Eysines, construite entre l'échangeur no 8 de l'A630 (à l'ouest d'Eysines) et Bussac (Le Haillan), mise en service en décembre 2003, a été intégrée à la RN 215,. L'ancien tracé a été renuméroté RN 2215 (déclassée en RD 2215 en 2006).
En 2006, la RN 215 a été transférée au département de la Gironde sous le nom de route départementale 1215 (RD 1215).

## Tracé

### Communes traversées
Les communes traversées sont :
- Eysines
- Le Haillan
- Le Taillan-Médoc
- Saint-Aubin-de-Médoc
- Saint-Médard-en-Jalles (km 8)
- Saint-Aubin-de-Médoc (km 9)
- Salaunes (km 18)
- Castelnau-de-Médoc (km 29)
- Listrac-Médoc (km 34)
- Saint-Laurent-Médoc (km 43)
- Lesparre-Médoc (km 63)
- Gaillan-en-Médoc (km 65)
- Saint-Vivien-de-Médoc (km 80)
- Soulac-sur-Mer (km 91)
- Le Verdon-sur-Mer (km 97)
- La Pointe de Grave (km 99)

### Un tracé artificiel et transitoire
La création de la RN 215 avait pour principale vocation d'héberger le nouveau contournement de Saint-Médard, situé sur l'axe Bordeaux - Lacanau. Attribuer ce tronçon à l'axe Bordeaux - la pointe de Grave revenait à anticiper la création du contournement du Taillan, à savoir le tronçon entre Arsac et le contournement de Saint-Médard, en projet mais toujours pas réalisé en 2018.
En l'attente de cette réalisation, le tracé de la RN 215 passe par Salaunes en empruntant :
1. la route de Lacanau,
2. une route d'intérêt local peu fréquentée entre Salaunes et Castelnau,
3. la route historique vers la Pointe de Grave,

alors que, dans les faits, le trafic automobile entre Bordeaux et la pointe de Grave transite par le bourg du Taillan (départementale 1) entre Eysines et Castelnau.
De ce fait, le contournement de Castelnau (ouvert depuis) et le tronçon entre Arsac et ce contournement (anciennement D1) sont traités comme une antenne de la nationale 215.

### Antennes
- La RN 1215E1 d'Arsac au nord du contournement (par l'est) de Castelnau-de-Médoc. Elle a été déclassée en RD 1215E1.
- La RN 2215, ancien tracé de la RN 215, reliait Bordeaux à Eysines. Elle a été déclassée en RD 2215.

## Accidents et sécurité routière
Face au caractère « extrêmement dangereux et meurtrier de l'axe 1215 » ainsi qu'aux nuisances provoquées par l'absence de contournement de certaines communes du Médoc, une association ayant actuellement pour nom Survivre sur la 1215 s'est constituée dès le 30 janvier 1999. Elle se nommait initialement Survivre sur la 215 avant le déclassement de l'axe en route départementale.
La courbe intérieure du contournement de Saint-Médard (zone de captage du Thil) est particulièrement accidentogène du fait d'un accotement trop bas et du marquage des voies en bordure de chaussée (sans même une zone cyclable). Beaucoup d'automobilistes perdent le contrôle de leur véhicule pour avoir mis une roue dans le bas-côté.